# Pseudanarta daemonalis
Pseudanarta daemonalis là một loài bướm đêm trong họ Noctuidae.